# خانه تاریخی عباسیان
خانه تاریخی عباسیان مربوط به دوره قاجار است و در رامهرمز، جنوب غربی میدان آزادی واقع شده و این اثر در تاریخ ۲۳ شهریور ۱۳۸۲ با شمارهٔ ثبت ۹۹۵۵ به‌عنوان یکی از آثار ملی ایران به ثبت رسیده است.